# Missione sui iuris di Kalumburu
La missione sui iuris di Kalumburu (in latino Missio sui iuris Kalumburana) è una sede soppressa della Chiesa cattolica in Australia.

## Territorio
La missione sui iuris si trovava nell'estrema parte settentrionale dell'Australia occidentale. Aveva per confini il meridiano 128° E e il parallelo 16° S. 
A Kalumburu si trovava la chiesa principale della missione, dedicata all'Assunzione della Beata Vergine Maria.

## Storia
La missione sui iuris di Drysdale River fu eretta il 4 maggio 1910, in forza del decreto Ad fluvium Drisdale-River della Sacra Congregazione di Propaganda Fide, ricavandone il territorio dal vicariato apostolico di Kimberley in Australia Occidentale (oggi diocesi di Broome). La missione fu assoggettata all'abbazia territoriale di New Norcia. Scopo della missione era l'evangelizzazione degli aborigeni australiani.
L'8 settembre 1971 assunse il nome di missione sui iuris di Kalumburu per effetto del decreto Cum propositum della Congregazione per l'evangelizzazione dei popoli.
Nel 1980 la missione sui iuris di Kalumburu fu soppressa e il suo territorio fu ceduto alla diocesi di Broome. La diocesi di Broome organizza delle missioni per volontari laici a Kalumburu, in cui si può soggiornare nelle strutture che ospitavano i monaci benedettini.

## Cronotassi dei superiori ecclesiastici
- Fulgentius Antonio Torres, O.S.B. † (4 maggio 1910 - 5 ottobre 1914 deceduto)
  - Sede vacante (1914-1971)[1]
- Bernard Rooney, O.S.B. (21 settembre 1971 - 1980 dimesso)

## Statistiche
La missione sui iuris nel 1969 su una popolazione di 325 persone contava 250 battezzati, corrispondenti al 76,9% del totale.
| anno | popolazione | popolazione | popolazione | presbiteri | presbiteri | presbiteri | presbiteri                | diaconi | religiosi | religiosi | parrocchie |
| anno | battezzati  | totale      | %           | numero     | secolari   | regolari   | battezzati per presbitero | diaconi | uomini    | donne     | parrocchie |
| ---- | ----------- | ----------- | ----------- | ---------- | ---------- | ---------- | ------------------------- | ------- | --------- | --------- | ---------- |
| 1950 | 96          | 240         | 40,0        | 4          |            | 4          | 24                        |         | 5         | 3         | 1          |
| 1962 | 150         | ?           | ?           | 2          |            | 2          | 75                        |         | 4         | 4         |            |
| 1969 | 250         | 325         | 76,9        | 3          |            | 3          | 83                        |         | 4         | 3         | 1          |